# Parc Tsuruma
Le parc Tsuruma (鶴舞公園) se trouve dans l'arrondissement de Shōwa-ku à Nagoya dans la préfecture d'Aichi, au centre du Japon.

## Histoire
L'histoire du parc remonte à 1909. Il possède une grande fontaine et un gazébo du début du XXe siècle pour les orchestres, construit dans le style européen à la mode à cette époque. 
La bibliothèque centrale de Tsuruma (en) se trouve dans le parc qui dispose également d'un centre de verdure géré par la Nagoya City Greenery Association.
Le parc possède des cerisiers Yoshino, des andromèdes japonais, des zelkova, des coings, des tulipes, des camellia, des thunberg spirées, des pearlbrush, du colza, des mufliers communs et des chrysanthèmes des marais. Le parc Tsuruma est populaire durant la saison de floraison des sakura au printemps ainsi que lors d'événements tels que le Nagoya Walkathon (en).

## Galerie

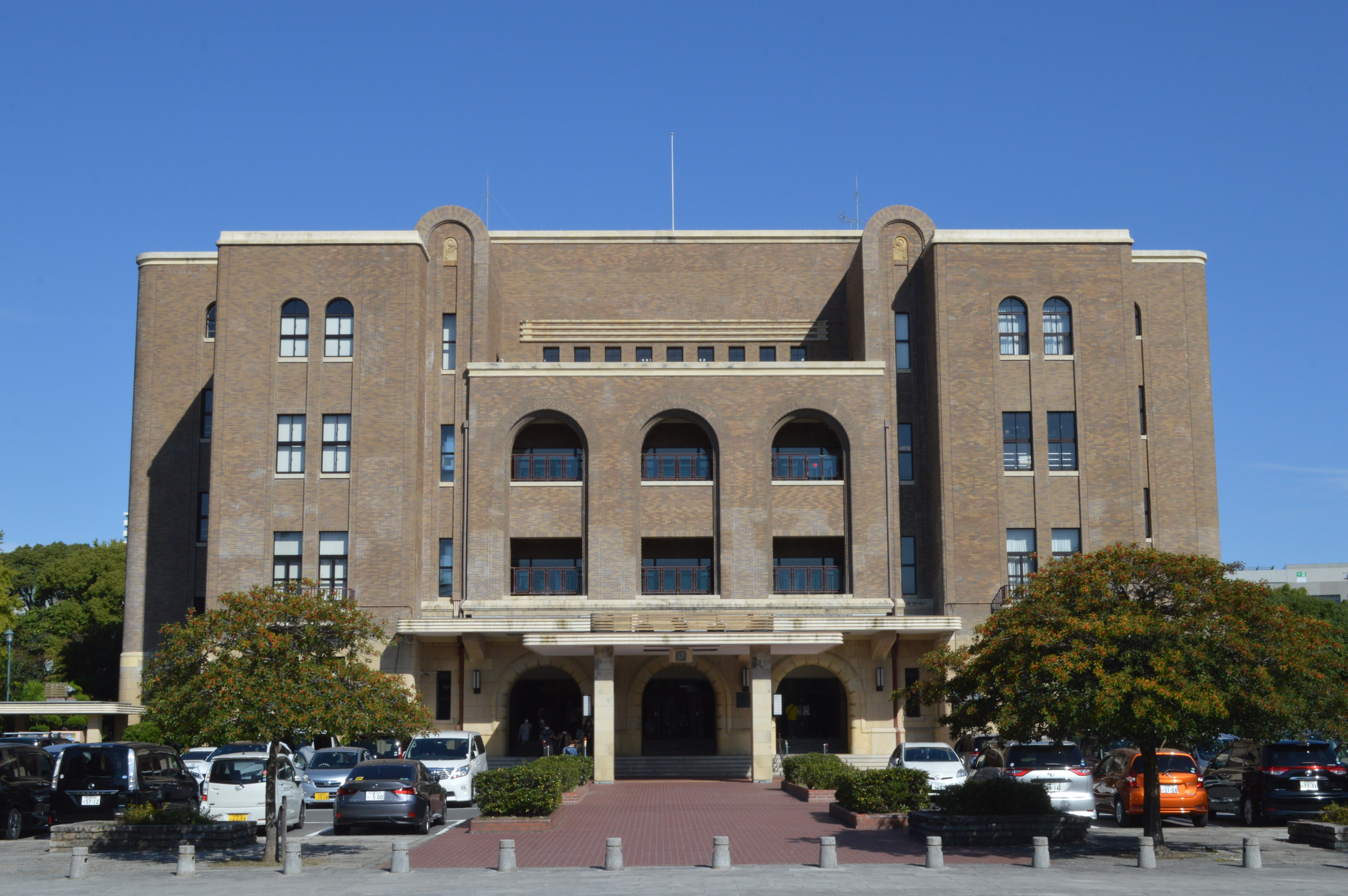
Salle d'assemblée civique de Nagoya
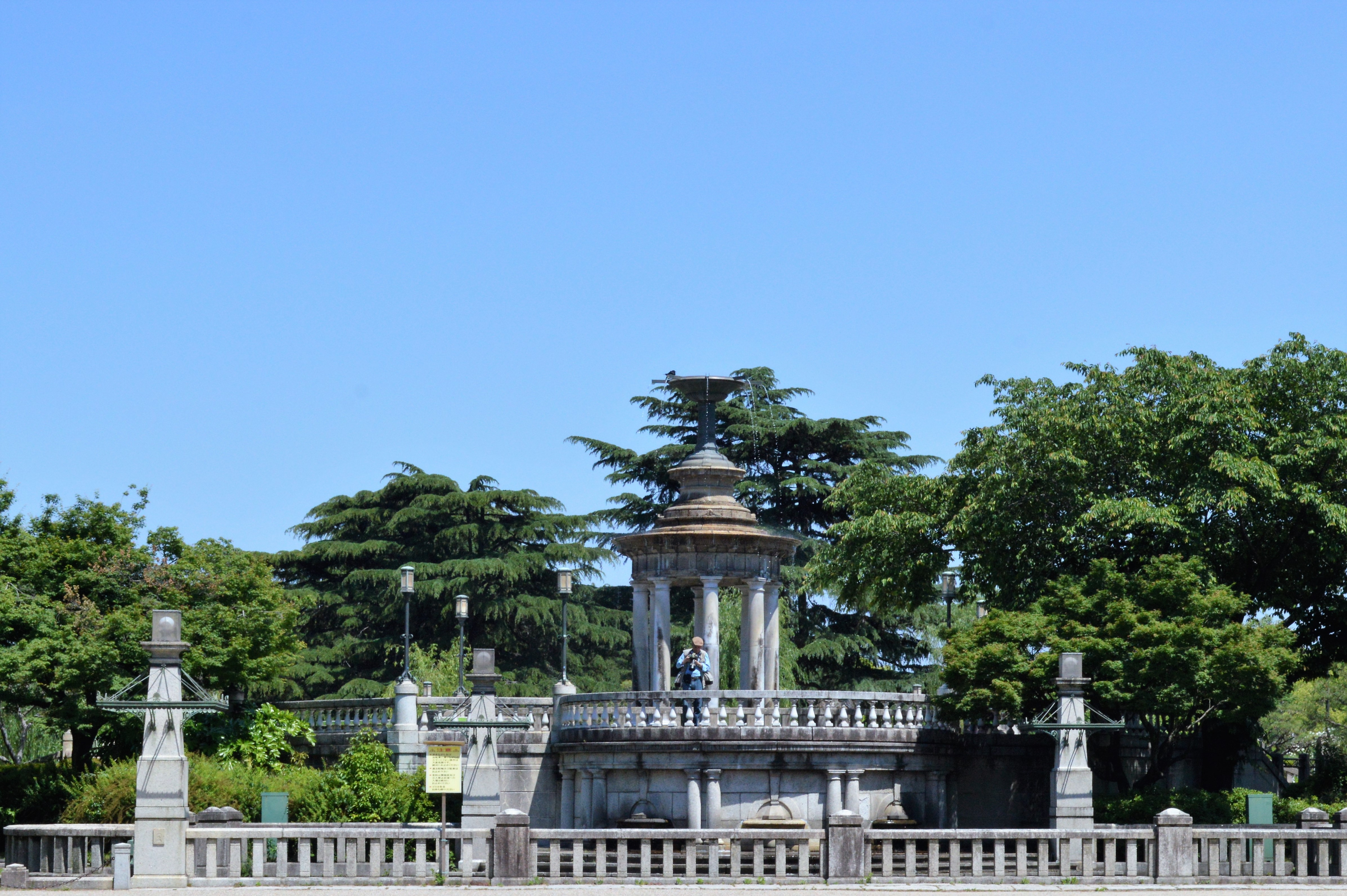
Tour de fontaine
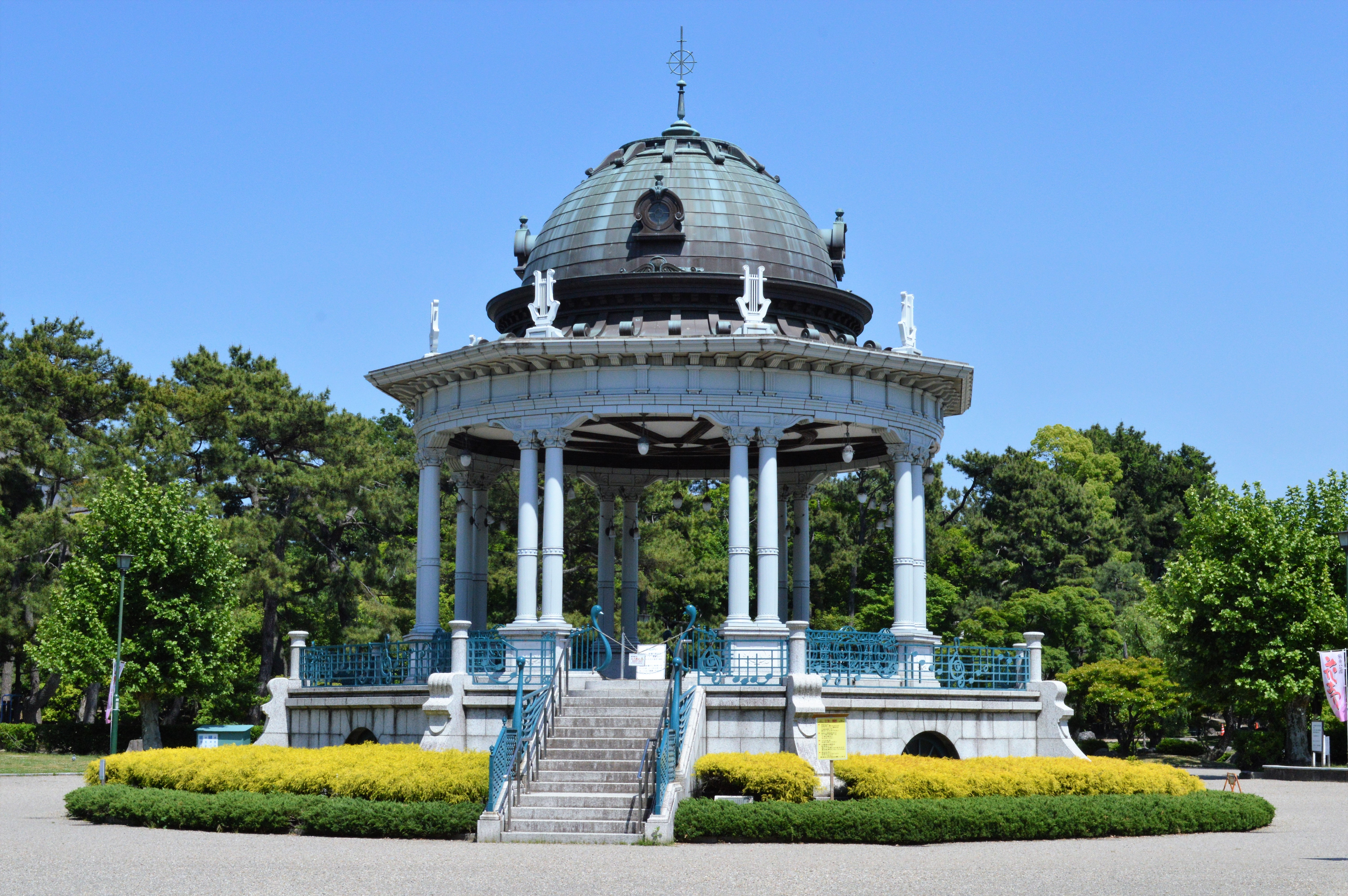
Odeum
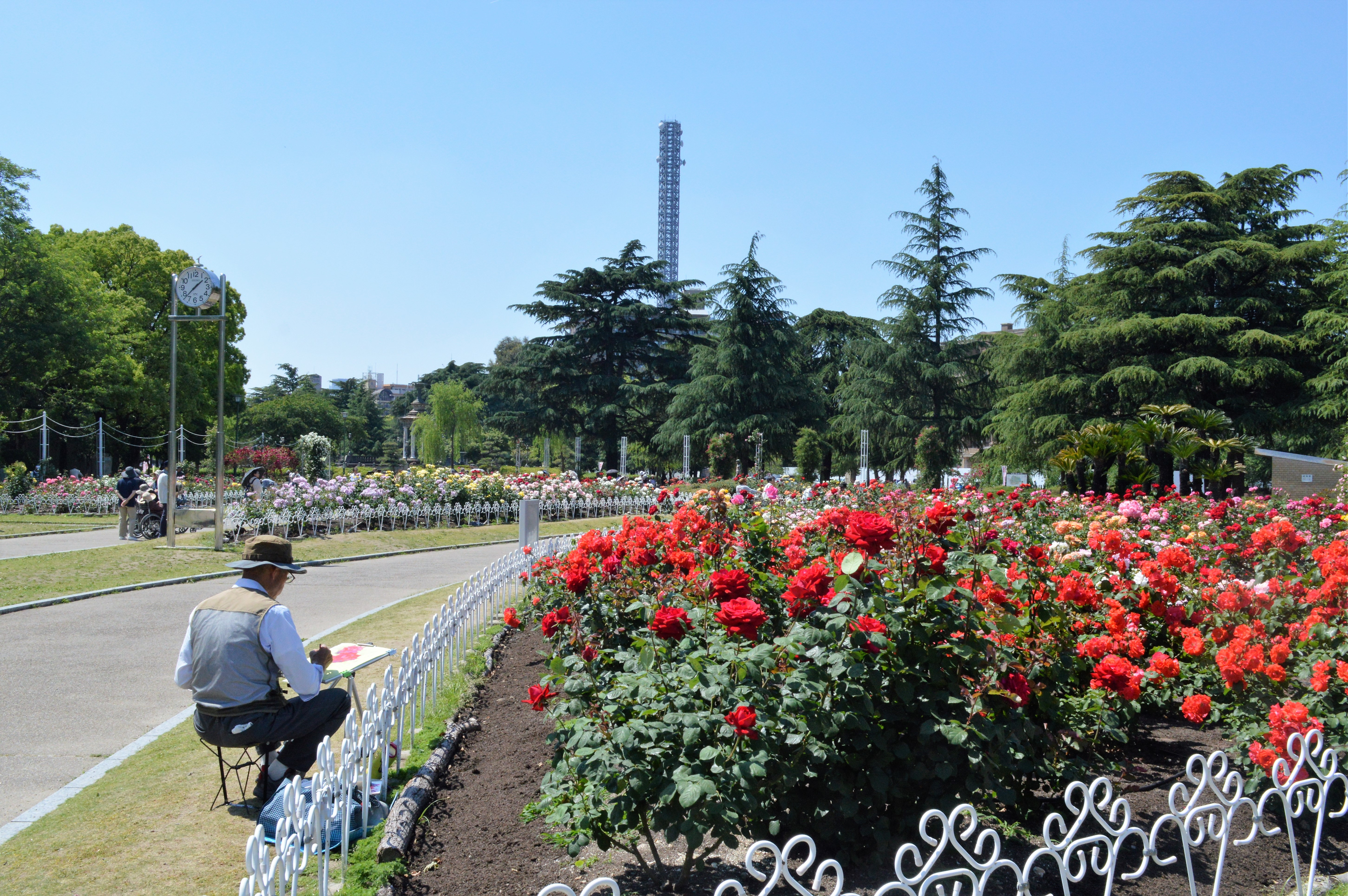
Roseraie
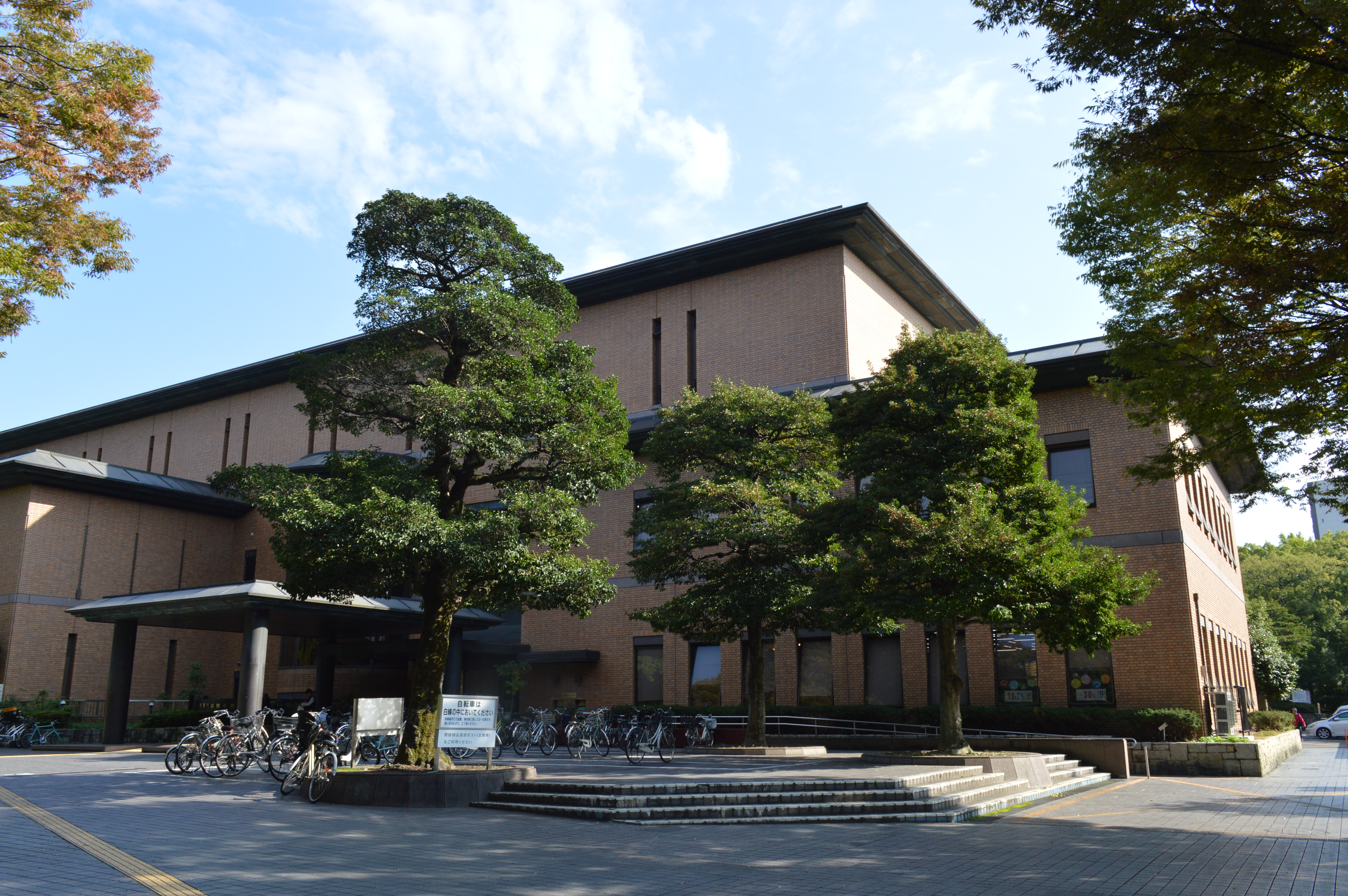
Bibliothèque centrale de Tsuruma

## Source de la traduction
- (en) Cet article est partiellement ou en totalité issu de l’article de Wikipédia en anglais intitulé « Tsuruma Park » (voir la liste des auteurs).